# Karanganyar (Gandrungmangu)
Karanganyar is een bestuurslaag in het regentschap Cilacap van de provincie Midden-Java, Indonesië. Karanganyar telt 6577 inwoners (volkstelling 2010).